# Foïdolite
Ne doit pas être confondu avec Foïdite ou Foitite.

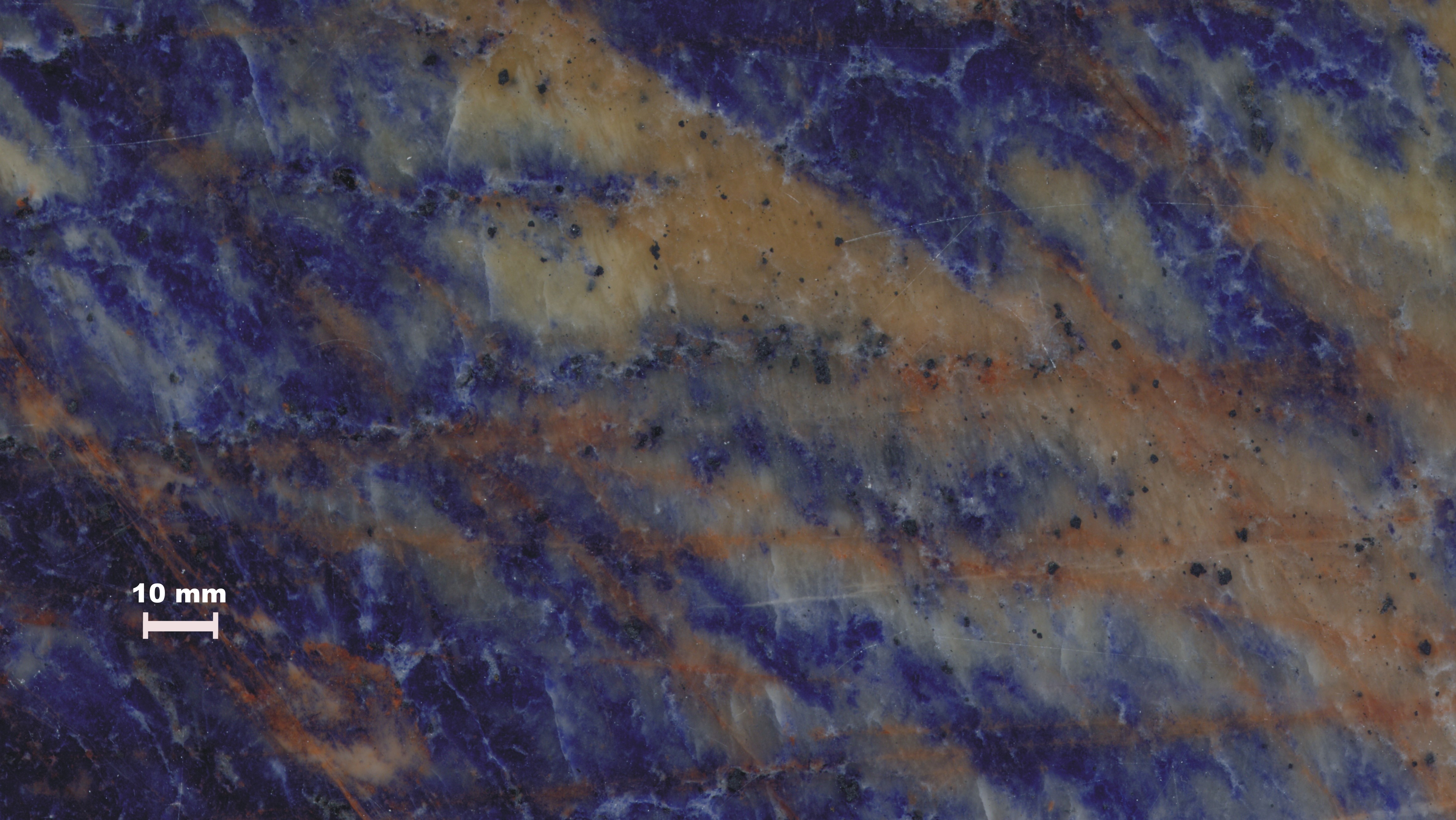
Échantillon de foïdolite (sodalitolite) de Namibie.

La foïdolite est une roche ignée intrusive phanéritique rare dans laquelle plus de 60% des minéraux de couleur claire sont des feldspathoïdes. Des cristaux de feldspath alcalin, de plagioclase, de biotite, d'amphibole, de pyroxène et/ou d'olivine peuvent être présents dans la roche.